# Pedro da Silva (messager)
Pour les articles homonymes, voir Pedro Silva et Silva.
Pedro da Silva, parfois appelé Pierre Da Sylva, né en 1647 ou en 1651 à Lisbonne et mort le 2 août 1717 à Québec, a été le premier facteur de la Nouvelle-France.

## Biographie

### Famille
Pedro da Silva est né soit en 1647, soit en 1651, dans la paroisse Saint-Julien. Ses parents s'appelaient Joseph da Silva et Marie François.

### Arrivée en Nouvelle-France
Il apparait pour la première fois sur les registres de Nouvelle-France en 1673 alors qu'il travaille pour Bertrand Chesnay, sieur de la Garenne (anciennement partie de la seigneurie de Lothainville).
Il épouse Marie Jeanne Greslon en 1677.

### «Premier courrier»
Il habite à Beauport en 1681.
Il devient transporteur de marchandise et messager à Sault-au-Matelot, poste dont il est fait mention dès 1693. L'intendant Jacques Raudot le nomme « premier courrier » le 23 décembre 1705,. Cela l'autorisait notamment à échanger les courriers entre particuliers.

### Décès
Il meurt le 2 août 1717 à Québec à l'Hôtel-Dieu, probablement d'une épidémie sévissant alors dans la ville.

## Hommages
La poste du Canada a émis en 2003 un timbre commémoratif en son honneur avec un tirage de trois millions d'exemplaires.

## Sources